# Maestro di Tolentino
Der Maestro di Tolentino (* 14. Jahrhundert in Tolentino; † 14. Jahrhundert ebenda ?) war ein italienischer Maler des Mittelalters.

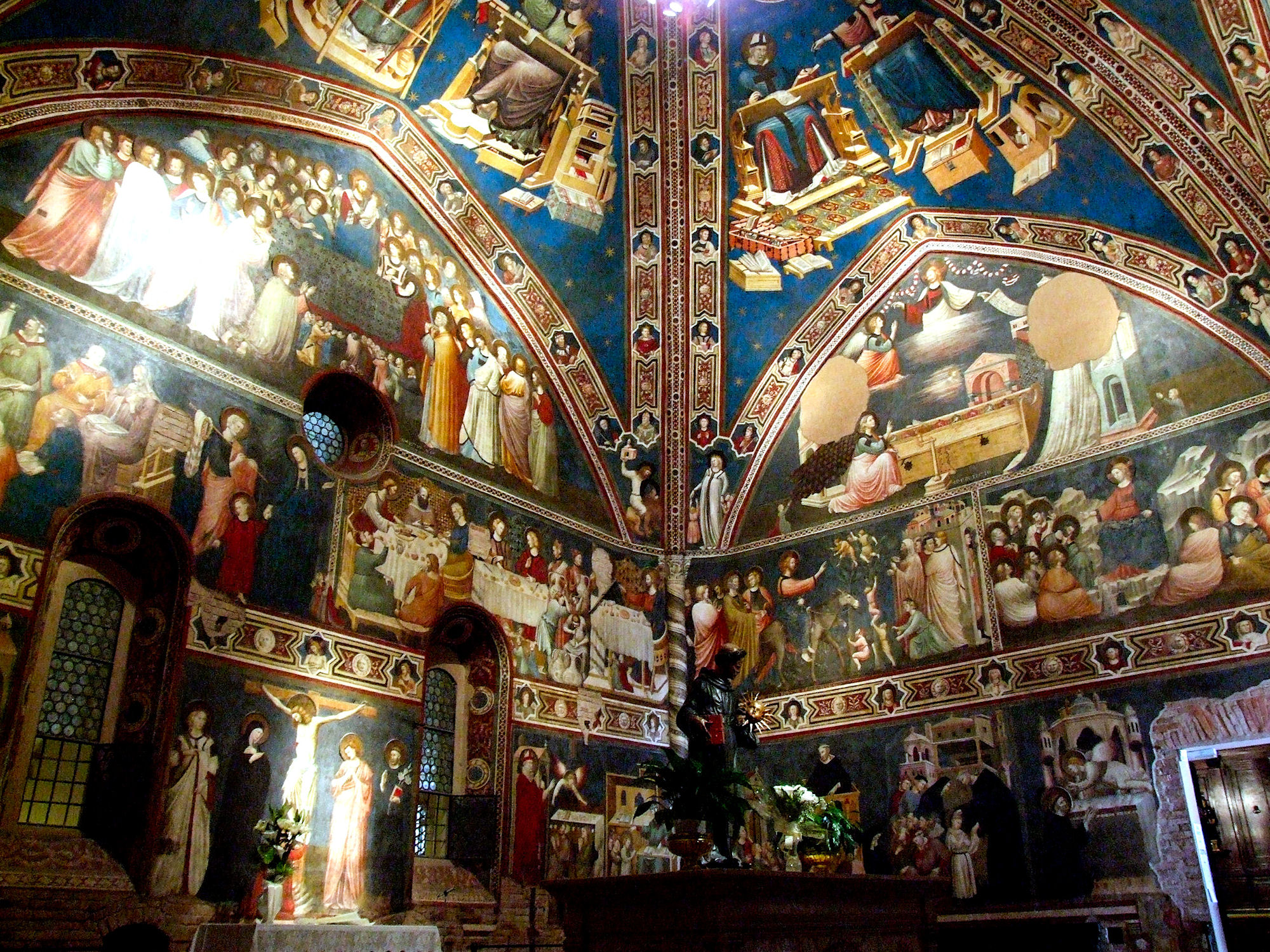
Maestro di Tolentino, Cappellone di San Nicola

## Die Fresken
Der Maestro di Tolentino ist der anonyme giotteske Künstler, den einige Kunsthistoriker mit dem Autor des Freskenzyklus in der Kapelle des Heiligen Nikolaus von Tolentino in Tolentino gleichsetzen, in dem das Leben des Heiligen Nikolaus von Tolentino erzählt wird. Dieser unbekannte Maler des 14. Jahrhunderts erweist sich wie kein anderer in den Marken als Meister großer technischer und figürlicher Fertigkeiten: Nach Ansicht einiger, wie Federico Zeri, ist er mit Pietro und Giuliano da Rimini zu identifizieren.
Es ist schwierig, sein Werk zeitlich einzuordnen, sicherlich stellt das Todesdatum des Heiligen Nikolaus (1305) einen ziemlich sicheren zeitlichen Anhaltspunkt dar, aber offensichtlich muss das Datum des Beginns des Werks einige Jahre später angesetzt werden, vielleicht um 1315 oder nach 1325, als der Prozess der Heiligsprechung von Nikolaus von Tolentino unter Papst Johannes XXII. begann, da die Fresken den Heiligen bereits mit einem Heiligenschein zeigen.
In jüngster Zeit wird dieser Freskenzyklus Pietro da Rimini zugeschrieben, da er eine gewisse Ähnlichkeit mit den Fresken in der Abtei Pomposa, in der Kirche Santa Chiara in Ravenna aufweist. Abtei San Pietro in Sylvis in der Nähe von Bagnacavallo und der Kirche Santa Maria in Porto Fuori in Ravenna, die alle den Fresken von Tolentino sehr ähnlich sind, so dass einige die Hand des Meisters von Tolentino in vielen von ihnen sehen. Im frühen Novecento wurde auch der Name von Giovanni Baronzio geprägt, dessen Hand Brandi noch in den Fresken des Neuen Testaments im Mittelband sieht.
Der Meister von Tolentino weist einige Stilmerkmale auf, die weit von denen der Rimineser Schule entfernt sind, vielleicht näher an der Florentiner Schule der Giottesken und auch an der Giottesken Schule von Bologna; sicherlich hat er Assisi besucht und vielleicht dort gearbeitet, wo er die Lehren von Giotto, aber auch die des römischen Jacopo Torriti aufnahm, und es ist auch eine gewisse Nähe zu den koloristischen Forschungen von Pietro Cavallini zu erkennen, vor allem in der Verwendung von leuchtenden Farben und den Trennstreifen zwischen den verschiedenen Fresken, die im kosmatesken Stil gemalt sind, wie er in der römischen Gotik des 13. und 14. Die Gesichter weisen eine Raffinesse auf, die an den Simone Martini der Fresken des Lebens des Heiligen Martin in der Unterkirche der Basilika San Francesco erinnert.

## Eine heilige Darstellung
Im Gegensatz zu den giottesken Meistern der großen Zentren wie Florenz, Siena oder Bologna musste der Maestro di Tolentino die Freskengeschichten so verständlich wie möglich gestalten, damit die Gläubigen, die ab Mitte des 14, Jahrhunderts in großer Zahl in die Wallfahrtskirche kamen, die Geschichten (von der Madonna im oberen Band, von Christus im mittleren Band und vom Heiligen Nikolaus im unteren Band) als ein großes erzählerisches Spektakel sehen konnten, fast episch, aber gemalt, wie eine Biblia pauperum, d. h. eine Bibel für den Gebrauch und Konsum der armen und ungebildeten Pilger.
Aus diesem Grund zögert der Maestro di Tolentino nicht, komplexe szenografische Mechanismen wie Taddeo Gaddi in Florenz oder Ambrogio Lorenzetti in Siena zu konstruieren, im Gegenteil, die “Schauspieler” seiner Fresken bewegen sich zwischen den Ädikulen der sakrale Darstellung, die jedem mittelalterlichen Bürger vertraut waren. Im Fresko der Darstellung im Tempel sind die Kulissen der sakralen Darstellung in den Gebäuden deutlich zu erkennen, und man kann sehen, dass ihre Form eindeutig einem Ädikulum dieser mittelalterlichen Theatergattung ähnelt.
Diese bewusste Einfachheit der szenografischen Strukturen wird durch eine fast amanuensisartige Untersuchung der Details der Fresken kompensiert, zum Beispiel in den Amphoren der “Hochzeit zu Kana”, die mit ritterlichen Motiven bemalt sind, oder im Baldachin der “Verkündigung”, der mit farbigen Elementen in Form von Greifen und anderen mythologischen Motiven verziert ist. Alle Szenen aus dem Leben des Heiligen Nikolaus sind sehr realistisch: eine schöne ikonografische Beschreibung des Mittelalters in der Region Marken, insbesondere die Szenen aus der Kindheit des Heiligen. Selbst die Stoffe, die die Rabbiner im Streit im Tempel tragen, erinnern an die Stoffe, die nach den Kreuzzügen aus dem Osten kamen, ein deutliches Zeichen dafür, dass der Maestro di Tolentino kein Handwerker aus der Provinz war, sondern ein Maler mit einem nicht unerheblichen kulturellen Hintergrund.

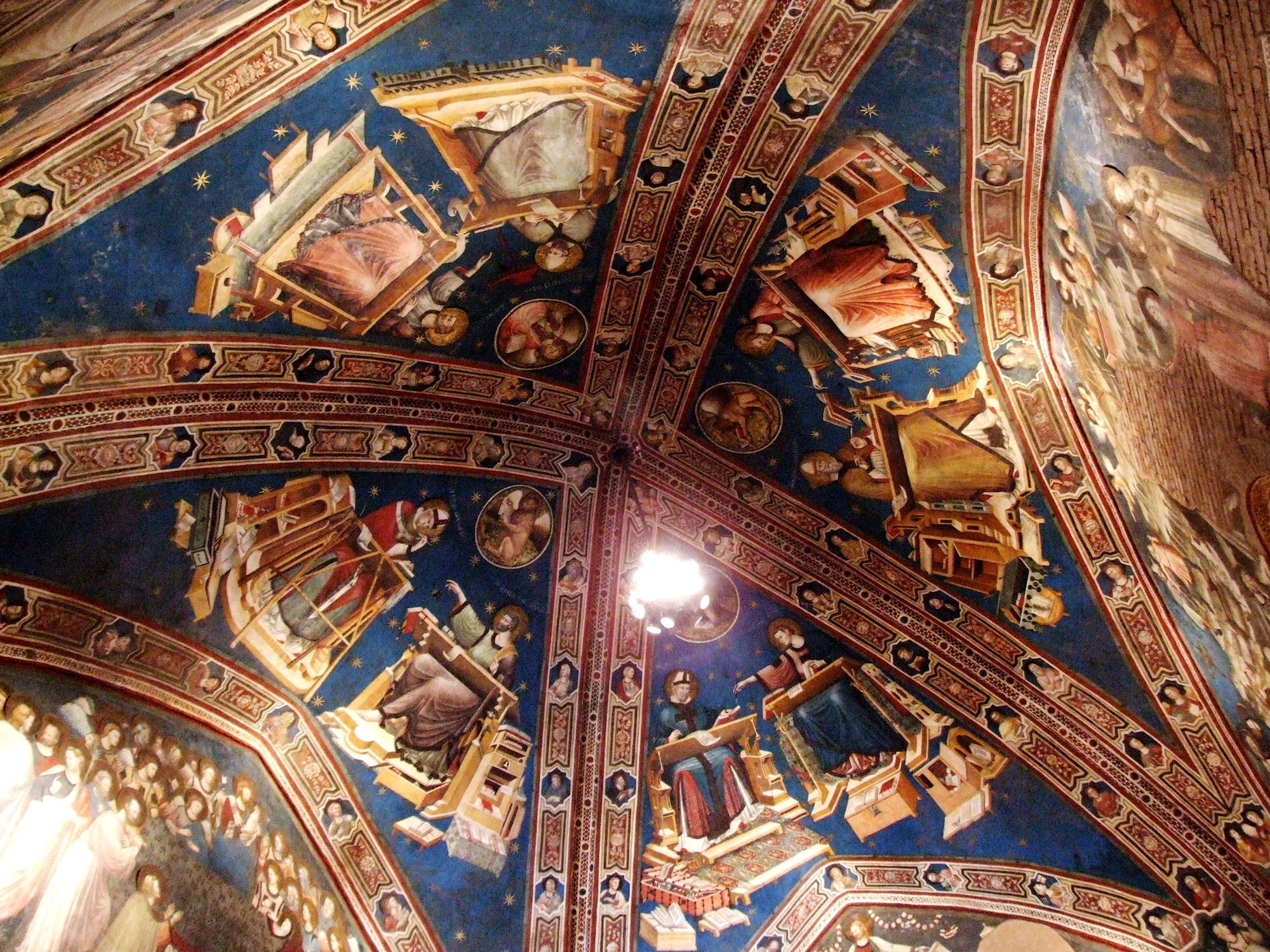
Maestro di Tolentino, Die Gewölbe.

## Beschreibung der Fresken
Diese Fresken, die zu den größten und am besten erhaltenen des Trecento in Rimini gehören, nehmen alle Wände ein und sind in zwei sich überlappende Bänder, vier Lünetten und ein Kreuzgewölbe unterteilt.
Auf dem Gewölbe sind die vier Evangelisten und die Kirchenlehrer abgebildet. Im Hintergrund ist ein nächtlicher Sternenhimmel zu sehen. Auf jedem Fresko sind zwei Figuren zu sehen. Auf einer Bank sitzen der Evangelist Markus mit dem heiligen Ambrosius, der Evangelist Lukas mit dem heiligen Gregor, der Evangelist Matthäus mit dem heiligen Hieronymus und der Evangelist Johannes mit dem heiligen Augustinus, der zur Zeit des Freskos Titularheiliger der Kirche von Tolentino war. Über den beiden Figuren befindet sich das Symbol der Evangelisten. In diesen Fresken kann man noch das technische Geschick des Maestro di Tolentinos in der Suche nach Details erkennen, wie die Bücher oder die halb geöffneten Schubladen, die eindeutig von den besten dreidimensionalen Werken des reifen Giotto abstammen.
Bemerkenswert sind die Kragsteine mit den Darstellungen der “Tugenden”, von denen sich zwei auf jedem Kragstein befinden: “Nächstenliebe” “Klugheit”, “Hoffnung”, “Mäßigung”, “Glaube”, “Tapferkeit” und “Gerechtigkeit”, flankiert von “Ungerechtigkeit”.

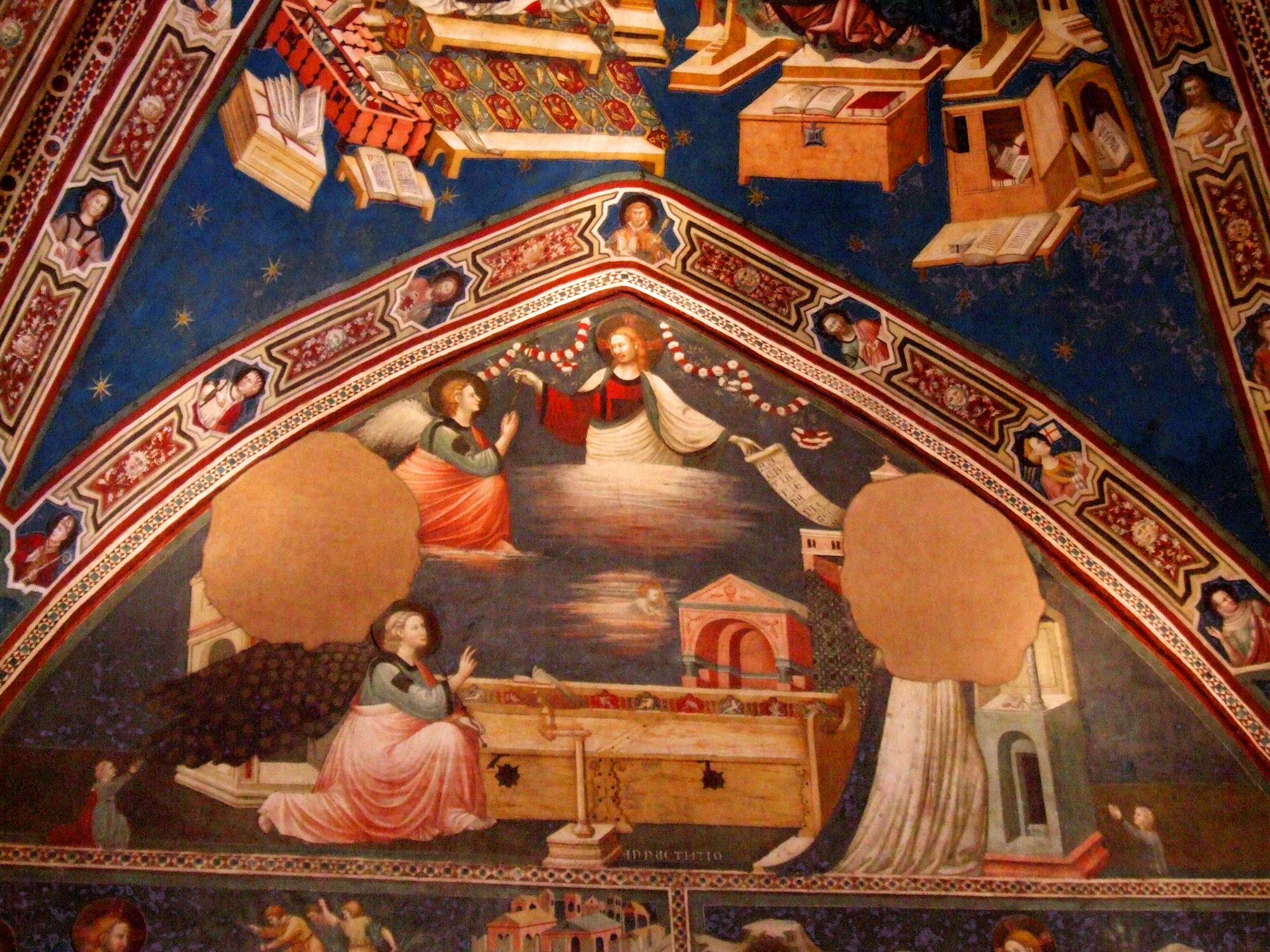
Maestro di Tolentino, Die Verkündigung.

## Die Geschichten der Madonna
- Heimsuchung, Geburt Christi, Anbetung der Könige
- Verkündigung
- Darstellung im Tempel
- Durchzug der Jungfrau

Die vier Lünetten zeigen Szenen aus der „Geschichte der Madonna“, von der „Verkündigung“, die von einem Erzengel Gabriel mit Pfauenschwanzflügeln geschmückt wird, bis zum „Durchzug der Jungfrau“. Leider ist ein Großteil der Lünette mit der „Geburt Christi“ und der „Anbetung der Könige“ heruntergefallen. Bemerkenswert ist die Tafel mit der Darstellung im Tempel, die in ihrer Architektur bewusst einfach gehalten ist, um die Stufen der Heiligen Darstellung zu verdeutlichen.

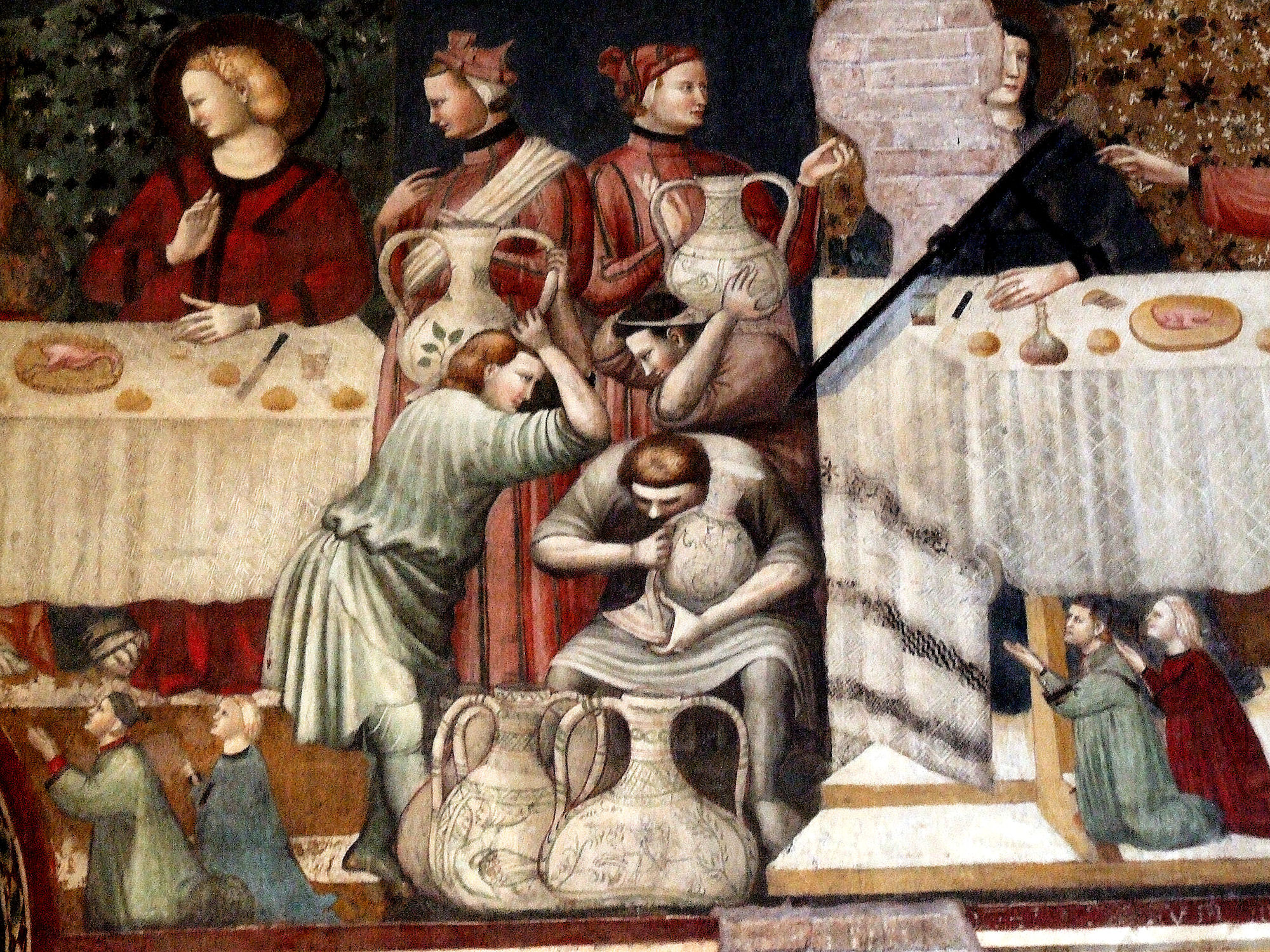
Maestro di Tolentino, Die Hochzeit zu Kana.

## Die Geschichten des Neuen Testaments
- Schlachtung der Unschuldigen, Pfingsten
- Streit mit den Ärzten, Rückkehr nach Nazareth, Die Hochzeit zu Kana
- Einzug Christi in Jerusalem, Rede im Garten
- Abstieg in die Vorhölle, Die drei Marien am Grab, Himmelfahrt

Das zentrale Band ist das der Geschichten des Neuen Testaments, das ebenfalls Giovanni Baronzio zugeschrieben wird. Man sieht die schöne und sehr expressionistische Szene Das Massaker an den Unschuldigen, die Tafel Die Hochzeit zu Kana vermittelt den Eindruck von Bewegung, wobei die Aufregung der Diener mit den verzierten Weinschläuchen im Mittelpunkt steht. In der Tafel „Der Einzug Christi in Jerusalem“, einem im giottesken Bereich sehr häufigen Thema, ist die zentrale Figur des Christus auf dem Esel eine der schönsten des Rimineser Giottismus. Auch hier fällt die Schlichtheit der Szenografie auf, mit einem kaum angedeuteten Jerusalem, während Pietro Lorenzetti in der Untere Basilika von Assisi zur gleichen Zeit eine komplexe Szenografie schuf, die sogar noch komplexer ist als die gleiche Szene von Giotto in der Cappella degli Scrovegni.

## Geschichten aus dem Leben von Sankt Nikolaus
- Verkündigung der Geburt des Heiligen Nikolaus, Die Muttergottes heilt die Kranken, Erziehung des Heiligen Nikolaus
- Nikolaus hört die Predigt von Pater Reginald, Eintritt in den Orden, Messe für die Seelen im Fegefeuer
- Heilung der blinden Frau, Befreiung des Gefangenen, Rettung des Gehängten.
- Durchzug des Heiligen Nikolaus, Auferstehung von Filippo Barraca.

Im unteren Band der Geschichten aus dem Leben des Heiligen Nikolaus stellt der Maestro di Tolentino das Mittelalter in den Marken dar, vor allem in den ersten Szenen mit der Kindheit des Heiligen. Sie sind voll von Figuren mit sehr akkuraten historischen Kostümen und deutlich aufwendigeren Kulissen. Leider sind diese Szenen durch Farbspritzer stark beschädigt. In der Mitte steht ein Altar mit einer schönen „Kreuzigung mit den Heiligen Nikolaus und Augustinus“.

## Bilder

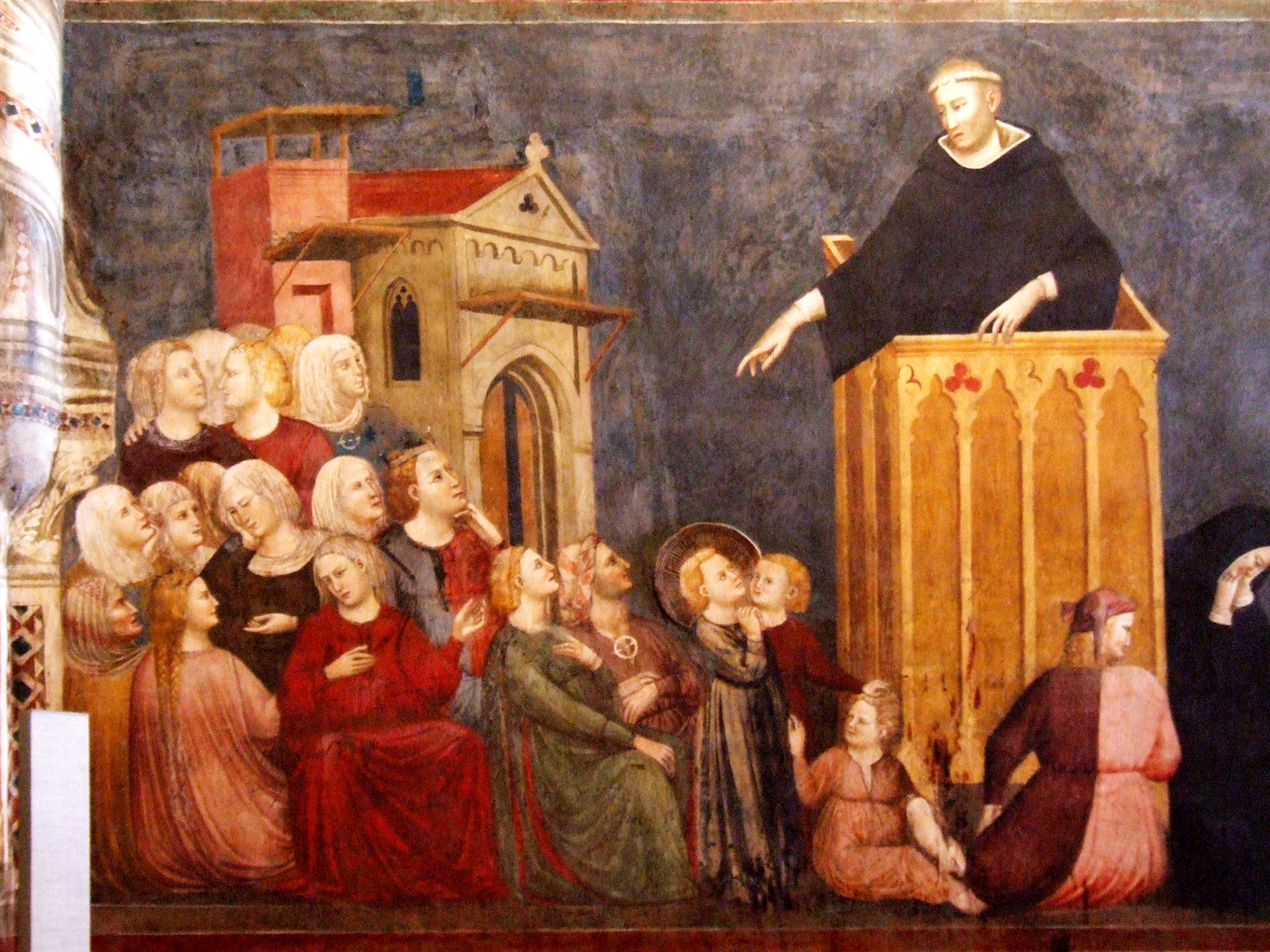
Sankt Nikolaus hört die Predigt von Pater Reginald
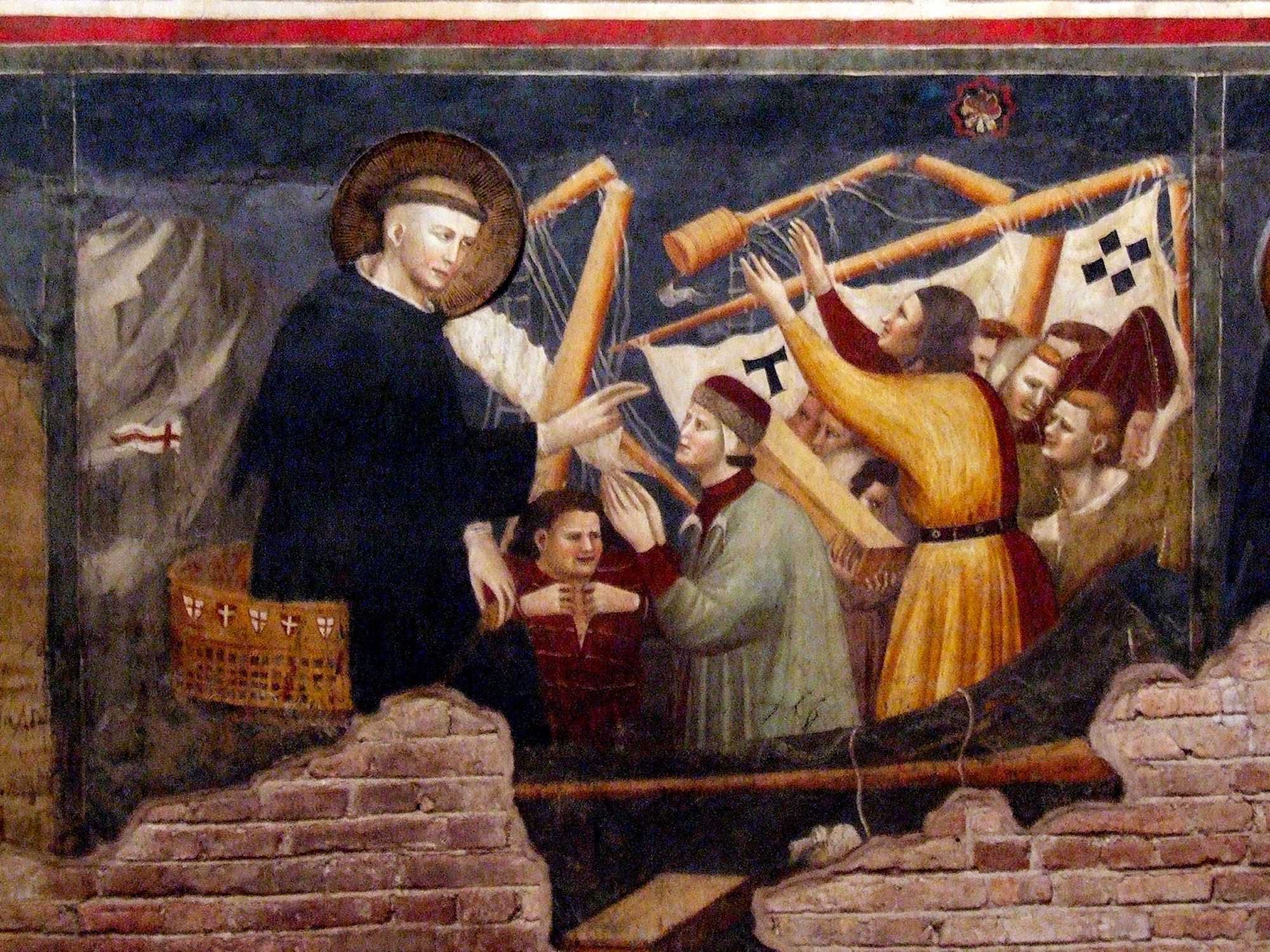
Das Wunder von St. Nikolaus
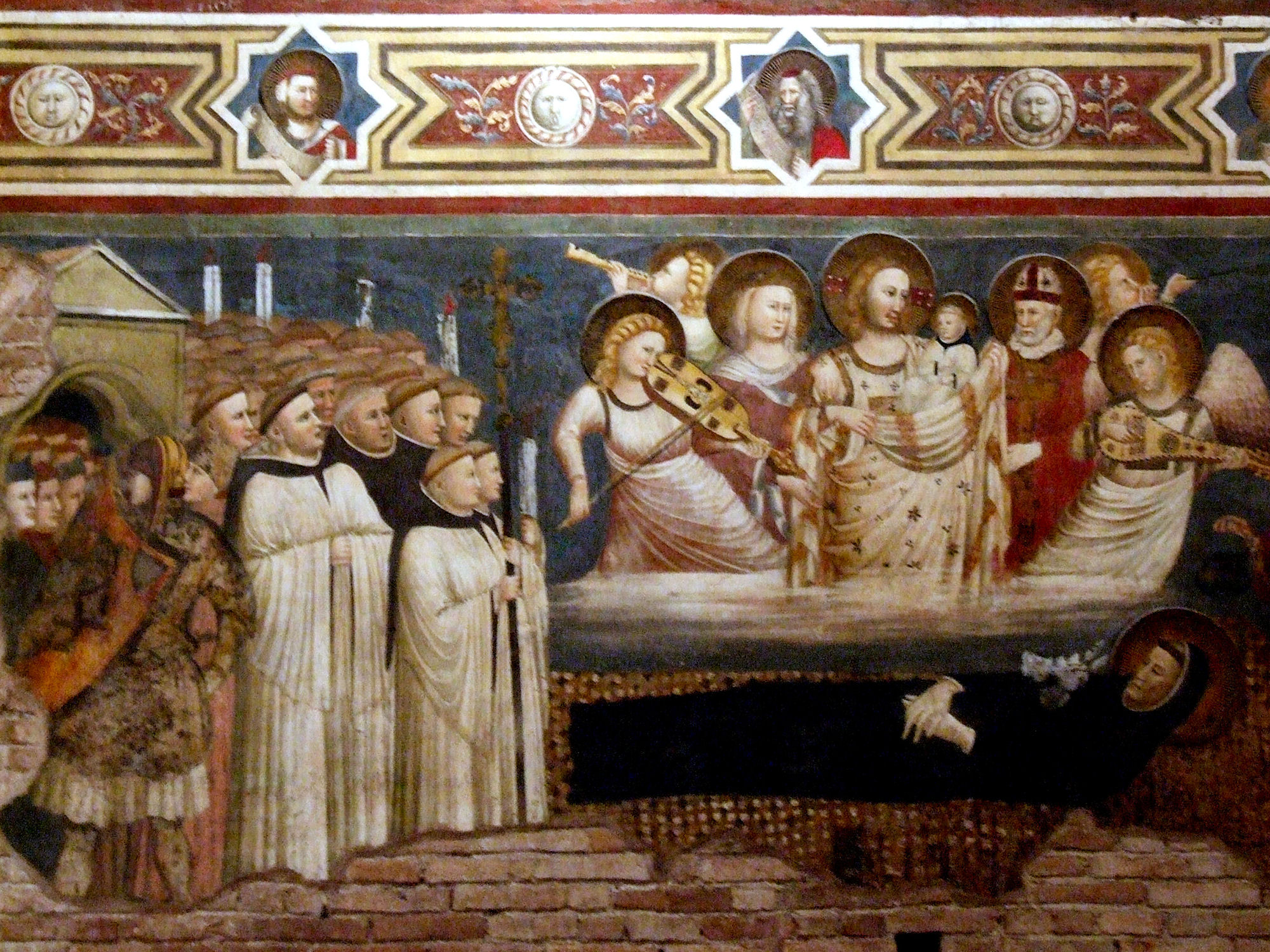
Durchzug des Heiligen Nikolaus